# Dolina (gmina Tržič)
Dolina – wieś w Słowenii, w gminie Tržič. W 2018 roku liczyła 67 mieszkańców.